# Max-Samuel-Haus

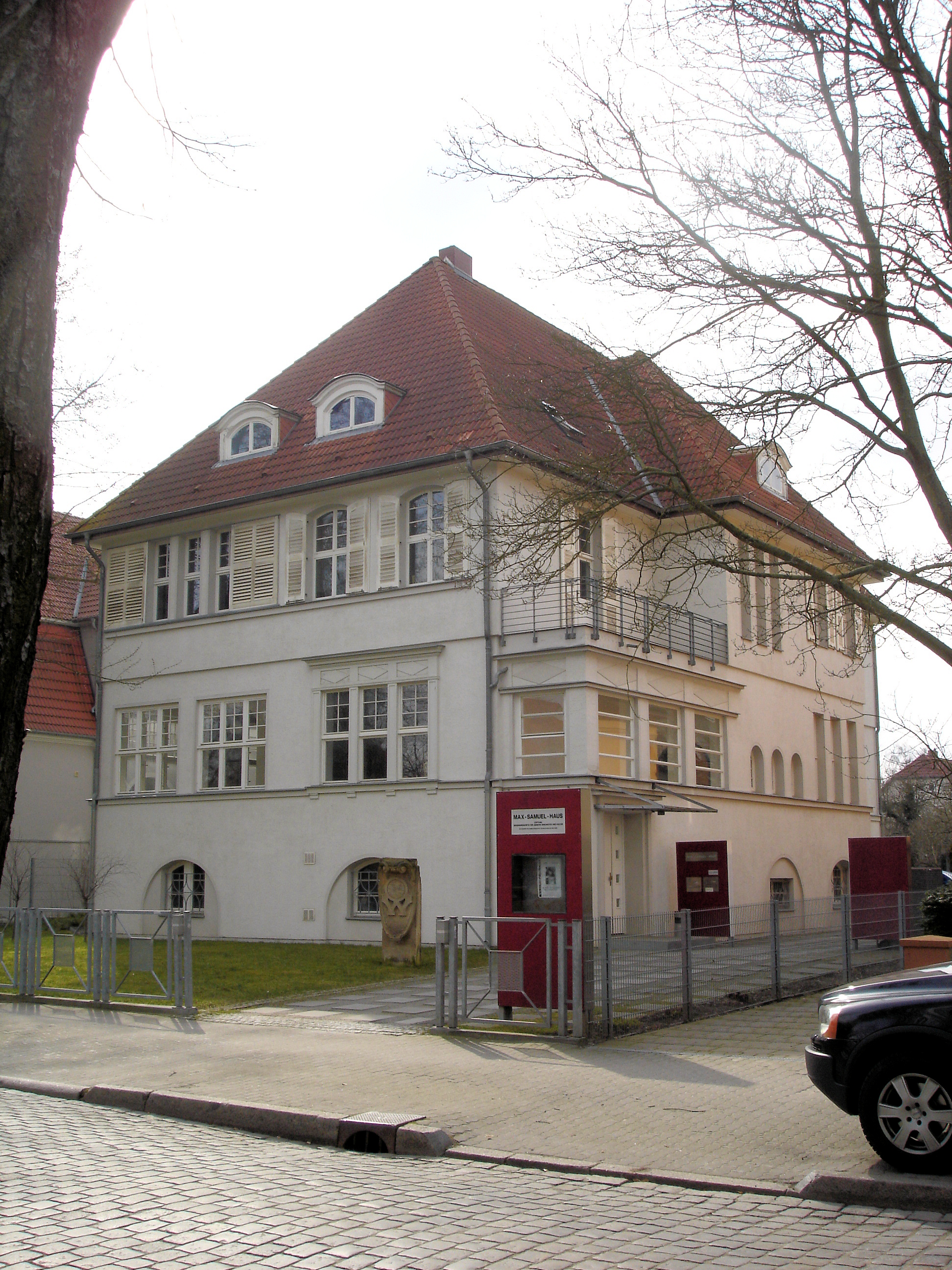
Max-Samuel-Haus

Das Max-Samuel-Haus ist eine Villa in Rostock, die seit 1991 die Stiftung Begegnungsstätte für jüdische Geschichte und Kultur in Rostock beherbergt. Im Haus finden kulturelle Veranstaltungen wie Lesungen, Ausstellungen und Konzerte statt, eine umfangreiche Bibliothek bietet Interessierten Sachliteratur zur jüdischen Geschichte und Kultur.

## Geschichte des Hauses
Die Villa Schillerplatz 10 in der Steintor-Vorstadt wurde 1912 vom Laager Architekten und Baumeister Paul Korff für den Physiologen Hans Winterstein gebaut, der diese 1919 verkaufte, als er Rostock verließ. 1921 kaufte sie Max Samuel (1883–1942), ein Rostocker Schuhartikelfabrikant (EMSA-Werke). Das Haus wurde in den antisemitischen Ausschreitungen der Reichspogromnacht am 9. November 1938 angegriffen und beschädigt. Am 3. Mai 1939 kaufte Julius Ost als Vertreter des neu gegründeten Kaiser-Wilhelm-Instituts für Tierzuchtforschung Dummerstorf das Haus. Dort sollte der neue Leiter Gustav Frölich in Rostock wohnen, der aber im August 1940 starb. Nach dem Kriegsende bezog der Kulturbund Rostock, später die städtische Schulbehörde das Haus. Von 1955 bis 1991 wurde das Haus als Kindertagesstätte genutzt.
Im August 1991 schenkte der Sohn Max Samuels, Herbert Samuel, die ihm rückerstattete Villa in Rostock der neu gegründeten Stiftung.

## Gründung und Aktivitäten der Stiftung
Die ersten Initiativen, um die nach der Vertreibung und Vernichtung der Juden in Vergessenheit geratene jüdische Geschichte Rostocks genauer zu erforschen, regten sich in der Endphase der DDR. Maßgeblicher Initiator war Frank Schröder. Im Jahr der Wiedervereinigung 1990 wurde ein Verein gegründet, aus dem später die Stiftung Begegnungsstätte für jüdische Geschichte und Kultur in Rostock hervorging. Stiftungszweck ist die Förderung aktiver Toleranz im Miteinander von Menschen unterschiedlicher Religion, Nationalität, Weltanschauung und Lebensform. Die Stiftung ist also nicht auf jüdische Themen beschränkt.
Die Stiftung führt Veranstaltungen und Projekte zur jüdischen Kultur und Geschichte in Rostock und in Mecklenburg-Vorpommern durch. Weiter steht die Rückdrängung fremdenfeindlicher und antisemitischer Einstellungen in der Gesellschaft im Mittelpunkt, was durch einschlägige Jugend- und Bildungsarbeit gefördert werden soll. Schwerpunkte waren dabei anfänglich die Hilfestellung für die Jüdische Gemeinde Rostock, welche sich seit 1990 neu formierte, sowie die Kontaktpflege zu jüdischen Menschen mit Wurzeln in Rostock wie Yaakov Zur, die vor der NS-Verfolgung aus der Stadt flüchten konnten und nun weltweit verstreut leben. Auch wurden mehrere Studienreisen nach Israel durchgeführt.
Das Max-Samuel-Haus wird von der Stadt Rostock und vom Land Mecklenburg-Vorpommern gefördert. Die Stiftung wird seit 1993 durch den Verein der Freunde und Förderer des Max-Samuel-Hauses e. V. unterstützt. Die Leitung obliegt aktuell Steffi Katschke, wissenschaftlicher Projektleiter ist Dr. Ulf Heinsohn.

## Die Familie Max Samuel

### Max Samuel
Samuel übernahm 1923 den Vorsitz der Israelitischen Gemeinde zu Rostock, erreichte 1926 die Verlegung des Landesrabbinats von Schwerin nach Rostock und war von 1930 bis 1938 auch Vorsitzender des Israelitischen Oberrates der Israelitischen Landesgemeinde Mecklenburg-Schwerin, dem Landesverband der jüdischen Gemeinden in Mecklenburg-Schwerin. Ab 1933 kümmerte er sich unter anderem um Ausreisemöglichkeiten für bedrängte Juden und um die jüdischen Friedhöfe. Im Frühjahr 1938 ging auch Max Samuel ins englische Blackburn, wo er 1942 starb.

### Herbert Samuel
Herbert Samuel, der Sohn von Max Samuel, wurde 1907 in Güstrow geboren, legte 1925 am Gymnasium Große Stadtschule Rostock das Abitur ab und schloss 1932 sein Jurastudium an der Universität Rostock mit der Promotion ab. Weil er sich wegen der Rassegesetze nicht als Jurist niederlassen durfte, emigrierte er 1934 nach England, wo er erfolgreich eine Zweigfirma der väterlichen Fabrik bei Blackburn aufbaute. Viele jüdische Emigranten erhielten seine Unterstützung. Nach dem Krieg arbeitete er als Jurist in Großbritannien. Herbert Samuel starb 1992 in Lower Darwen bei Blackburn. Zu seinem Gedenken verleiht die Stiftung jährlich den „Herbert-Samuel-Preis für besondere Verdienste um die Förderung aktiver Toleranz“.